# Тимишоарская епархия
Тимишоарская епархия (серб. Епархија темишварска, рум. Episcopia Ortodoxă Sârbă de Timișoara) — епархия Сербской православной церкви в Румынии. Резиденция епархии находится в Тимишоаре, где располагается и её Соборная церковь. Управляет епархией Лукиан (Пантелич).

## История
Первое письменное упоминание о существовании епархии относятся к XVI веку, когда она была с составе сербской Печской патриархии. Примечательно, что у сербов в этой местности была развитая церковная жизнь задолго до Великого переселения сербов в 1690 году, а один из местных сербских епископов, Исаия (Дакович), стал одной из самых сильных опор нового патриарха Арсения III Чарноевича. Даже после Великого переселения и спустя значительное время после основания Крушедольской (1708) и Карловацкой митрополий (1713) Тимишоарская епархия оставалась под юрисдикцией Белградской митрополии до объединения Белградской и Карловацкой митрополий, в которой Тимишоара имела особая роль. А именно, по Пожаревацкому миру 1718 года Австрия получила Банат, Олтению, часть Сербии с Белградом, части Боснии и Славонии за счёт Турции.
Полагая, что Белград находится слишком близко к Турции, митрополит Белградский Моисей (Петрович) перенёс резиденцию своей митрополии в Тимишоару, где он был торжественно возведён на престол в 1721 году. После смерти карловацкого митрополита Викентия (Поповича) в 1726 году Карловацким митрополитом был избран Моисей (Петрович), что практически положило начало объединению Сербской Православной Церкви на территории Австрии. Таким образом, митрополит Моисей (Петрович) переехал из Тимишоары в кафедральный собор Карловаца.
Во время осуществления иерархического разделения в Карловацкой митрополии в 1864 году Тимишоарская епархия, как сербская, осталась в составе Карловацкой митрополии, с тем, что она уступила румынские церковные община и приняла на себя сербские церковные общины из Арадской епархии. Смешанные церковные общины выделялись по принадлежности большинства верующих.
В рамках упразднения Карловацкой митрополии, то есть её включения в состав созданного Белградского Патриархата после Первой мировой войны, Тимишоарская епархия также стала частью единой Сербской православной церкви. Тогдашний епископ Георгий (Летич) перенёс штаб-квартиру из Тимишоары в Кикинду. В 1931 году произошло объединение Тимишоары и недавно созданной Банатской епархии (правопреемницы Вршацкой епархии), в результате чего первая полностью взяла под свой контроль сербских верующих в Румынии, а вторая — в Сербии.

## Епископы
Список епископов:
- Неофит (упом. 1608)
- Исаия (упом. 1640)
- Восиф (упом. 1643)
- Феодор (упом. 1643)
- Севастиан (упом. 1644 — упом. 1647)
- Михаил (1681—1687)
- Василий (упом. 1688)
- Иосиф II (после 1688)
- Василий (около 1693)
- Исаия (Джакович) (1695—1710)
- Константин Грек (1704—1713)
- Иоаникий (Владисавлевич) (1713—1727)
- Николай (Димитриевич) 1728—1744
- Георгий (Попович) 1745—1757
- Викентий (Йованович-Видак) 1759—1774
- Моисей (Путник) 1774—1781
- Софроний (Кирилович) 1781—1786
- Петр (Петрович) 1786—1800
- Стефан (Авакумович) 1801—1822
- Иосиф (Путник) 1829—1830
- Максим (Манулович) 1833—1838
- Пантелеимон (Живкович) 1839—1851
- Самуил (Маширевич) 1853—1864
- Антоний (Нако) 1864—1869
- Георгий (Войнович) 1874—1881
- Георгий (Бранкович) 1882—1890
- Никанор (Попович) 1891—1901
- Георгий (Летич) 1904—1931
- Лукиан (Пантелич) 1999—2002

## Администраторы епархии
- Арсений (Стойкович) (1872—1874)
- Герман (Анджелич) (1881—1882)
- Георгий (Бранкович) (1890—1891)
- Нектарий (Димитриевич) (1891)
- Георгий (Бранкович) (1901)
- Лукиан (Богданович) (1901—1904)
- Др. Георгий (Летич) (1932—1935)
- Др. Ириней (Чирич) (1935—1952)
- Виссарион (Костич) (1952 — 1 декабря 1979)
- Хризостом (Воинович) (1979—1980)
- Др. Савва (Вукович) (1980—1996)
- Лукиан (Пантелич) (1996—1999 и с 2002)

## Монастыри
- Базиаш
- Бездин
- Брзава
- Златица
- Кусич